# Ottavio Acquaviva d'Aragona (1608-1674)
Pour les articles homonymes, voir Ottavio Acquaviva d'Aragona.
Ottavio Acquaviva d'Aragona, iuniore (né le 23 septembre 1609 à Naples et mort le 26 septembre 1674 à Rome) est un cardinal italien du XVIIe siècle.
Il est un petit-neveu des cardinaux Giulio Acquaviva d'Aragona (1570) et Ottavio Acquaviva d'Aragona, seniore (1591) et le grand-oncle du cardinal Francesco Acquaviva d'Aragona (1706). Les autres cardinaux de la famille sont Giovanni Vincenzo Acquaviva d'Aragona (1542), Troiano Acquaviva d'Aragona (1732) et Pasquale Acquaviva d'Aragona (1770).

## Biographie
Acquaviva d'Aragona exerce diverses fonctions au sein de la Curie romaine, notamment comme gouverneur de Jesi, d'Orvieto, d'Ancône et de Viterbe et au tribunal suprême de la Signature apostolique. Il est abbé de Santa Maria di Properzano.
Le pape Innocent X le crée cardinal lors du consistoire du 2 mars 1654. Le cardinal Acquaviva est légat apostolique en Romagne.
Il participe au conclave de 1655, lors duquel Alexandre VII est élu pape, et à ceux de 1667 (élection de Clément IX) et de 1669-1670 (élection de Clément X).